# Кислица
Кислица (на украински: Кислица) е село в южна Украйна, административен център на селски съвет Кислица в Измаилски район на Одеска област. Населението му според преброяването през 2001 г. е 2973 души.

## Население

### Езици
Численост и дял на населението по роден език, според преброяването на населението през 2001 г.:
| Роден език | Численост | Дял (в %) |
| Общо       | 2973      | 100.00    |
| Украински  | 2722      | 91.55     |
| Руски      | 155       | 5.21      |
| Молдовски  | 43        | 1.44      |
| Български  | 39        | 1.31      |
| Гагаузки   | 10        | 0.33      |
| Други      | 4         | 0.13      |